# 2006年9月广东

## 9月30日
- 上午10点，由中国南方航空公司承载的广州至台北两岸首班中秋包机起飞。新华网

## 9月24日
- 广东潮商成立广东省级潮商会，世界各地近五十个潮商组织约1500名潮籍商人前来参加。新华网

## 9月23日
- 广州火车站开始发售广州至拉萨的火车票，该列火车全程运行里程达4980公里，运行时间为57小时21分。新华网

## 9月14日
- 台湾居民陈先生于广州白云国际机场乘坐急救直航包机前往台北救治，这是海峡两岸航空史上第一班飞往台湾的急救直航包机。新华网
- 意大利总理普罗迪率大型经贸代表团抵达广州访问，并出席15日在广州举行的第三届中国国际中小企业博览会。新浪网（页面存档备份，存于）

## 9月4日
- 第14届广州博览会结束，该届博览会为期4天，参观人数达40万，共签订经济技术合作项目387项，总投资金额为1432.39亿元。新华网

## 按月存档的广东新闻动态
- 2006年：3月、4月、5月、6月、7月、8月、9月、10月、11月、12月
- 2007年：1月、2月
- 2008年
- 2009年：8月